# Hermanitas de Jesús
La Fraternidad de las Hermanitas de Jesús (Oficialmente en latín: Congregatio Parvarum Sororum Iesu), también conocida como Hermanas del Hermano Carlos de Jesús o Hermanas de Carlos de Foucauld, es una congregación religiosa católica femenina de derecho pontificio, fundada por la religiosa francesa Magdalena de Jesús, en Argelia, el 15 de septiembre de 1939. Se inspira en el estilo de vida de Carlos de Foucauld. A las religiosas de este instituto se les dice popularmente Hermanitas de Jesús.

## Historia

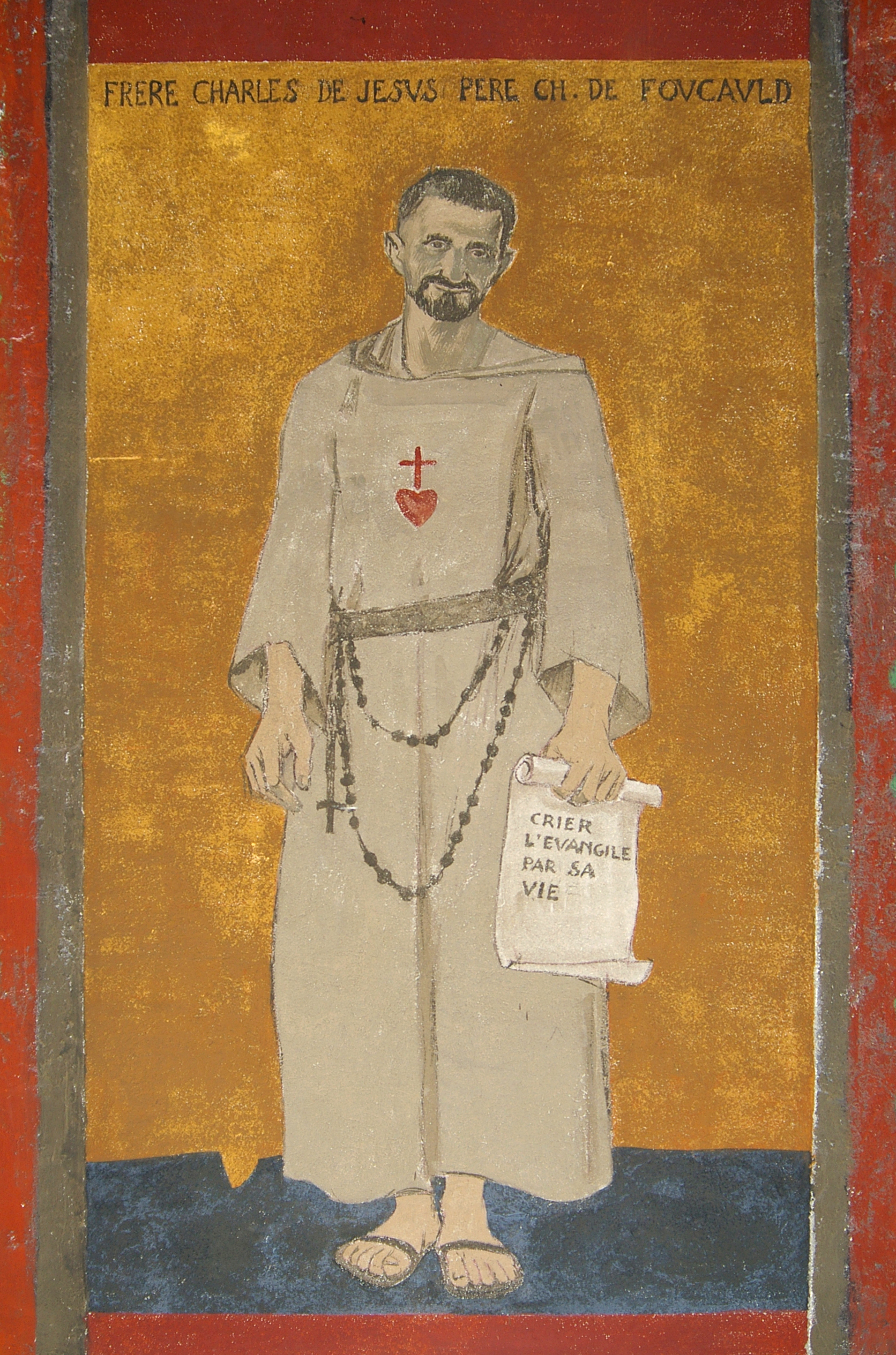
La congregación se inspira en el estilo de vida de Carlos de Foucauld. En el centro de hábito el símbolo de la familia religiosa que lleva su nombre.

Tomando como modelo el ideal de Carlos de Foucauld, dos mujeres francesas, Elizabeth Hutin y Anne Cadoret, dejaron su país para establecerse en Argelia. Con la aprobación de Gustave-Jean-Marie Nouet, prefecto apostólico de Gardhaia, se retiraron al desierto del Sahara a vivir vida de eremitas. Las dos mujeres hicieron el noviciado bajo la supervisión de las Misioneras de Nuestra Señora de África. Elizabeth hizo su profesión el 8 de septiembre de 1939, tomando el nombre de Magdalena de Jesús. El 15 del mismo mes dio inicio a la Fraternidad de las Hermanitas de Jesús, en la ciudad de Touggourt.
En 1946, la primera comunidad se traslada a El Abiod para recibir el apoyo de los Hermanitos de Jesús. Desde allí se iniciará un periodo de expansión de la congregación, primero por Oriente, luego por Europa y el resto del mundo.
La aprobación diocesana les fue concedida por el arzobispo de Aix, permitiendo además la fundación de una casa de la nueva congregación en la población de Le tubet. El 25 de marzo de 1964, el instituto recibió el decreto pontificio de alabanza, pasando a ser una congregación de derecho pontificio.

## Organización
Las hermanitas de Jesús se organizan en pequeñas comunidades, compuestas por un número entre tres y cuatro religiosas, viven en las zonas más deprimidas de las ciudades donde hacen presencia, compartiendo el mismo techo y la misma situación de sus vecinos. Se dedican a la propagación del culto eucarístico y a lo que ellas mismas llaman vida contemplativa en medio del mundo.
El gobierno de la congregación es centralizado y es ejercido por la superiora general, esta a su vez es elegida por las delegadas regionales en el capítulo, para un periodo de seis años. En la actualidad la superiora general es la religiosa María Clara de Jesús Ferrari.
En 2015, el instituto contaba con unas 1154 religiosas y 246 comunidades, presentes en Alemania, Argelia, Argentina, Australia, Austria, Bélgica, Brasil, Burquina Faso, Canadá, Camerún, Chile, China (Hong Kong) Corea del Sur, Croacia, Cuba, Dinamarca, Egipto, Eslovaquia, España, Estados Unidos, Finlandia, Francia, Hungría, India, Irak, Israel, Italia, Kenia, Líbano, Libia, Marruecos, México, Níger, Nigeria, Pakistán, Palestina, Papúa Nueva Guinea, Perú, Polonia, Portugal, Reino Unido, República Checa, República Democrática del Congo, Ruanda, Siria, Sudáfrica, Suecia, Suiza, Tanzania, Túnez, Ucrania, Uruguay y Vietnam.